# Elvina Karimova
Elvina Haydaryanovna Karimova (em russo:  Эльвина Хайдарьяновна Каримова; Zlatoust, 25 de março de 1994) é uma jogadora de polo aquático russa, medalhista olímpica.

## Carreira
Karimova fez parte da equipe que conquistou a medalha de bronze pela Rússia nos Jogos do Rio de Janeiro, em 2016.